# Kritsana Kasemkulvilai
Kritsana Kasemkulvilai (tiếng Thái: กฤษณ เกษมกุลวิไล; sinh ngày 15 tháng 9 năm 1990), là một cầu thủ bóng đá người Thái Lan thi đấu ở vị trí tiền vệ cho câu lạc bộ ở Thai League 2 Samut Sakhon.